# Heptacyclus brunneus
Heptacyclus brunneus is een ringworm uit de familie van de Piscicolidae. De wetenschappelijke naam van de soort is voor het eerst geldig gepubliceerd in 1896 door Johansson.